# Kabinet-Segni I
Het kabinet–Segni I was de Italiaanse regering van 5 juli 1955 tot 20 mei 1957. Het kabinet was een regeringscoalitie en werd gevormd door de politieke partijen Democrazia Cristiana (DC), de Sociaaldemocratische Partij van Italië (PSDI) en de Liberale Partij van Italië (PLI) met gedoogsteun van de Republikeinse Partij van Italië (PRI) na het aftreden van het vorige kabinet. Na de kabinetsformatie werd oud-minister van Onderwijs Antonio Segni van de Democrazia Cristiana werd benoemd als de nieuwe premier.

## Kabinet–Segni I (1955–1957)
| Ambtsbekleder | Ambtsbekleder        | Ambtsbekleder                    | Functie                                  | Ambtstermijn      | Ambtstermijn     | Partij |
| ------------- | -------------------- | -------------------------------- | ---------------------------------------- | ----------------- | ---------------- | ------ |
|               | Antonio Segni        | Antonio Segni (1891–1972)        | Premier                                  | 5 juli 1955       | 20 mei 1957      | DC     |
|               | Giuseppe Saragat     | Giuseppe Saragat (1898–1988)     | Vicepremier                              | 5 juli 1955       | 20 mei 1957      | PSDI   |
|               | Carlo Russo          | Carlo Russo (1920–2007)          | Secretaris- generaal                     | 5 juli 1955       | 20 mei 1957      | DC     |
|               | Fernando Tambroni    | Fernando Tambroni (1901–1963)    | Minister van Binnenlandse Zaken          | 5 juli 1955       | 15 februari 1959 | DC     |
|               | Gaetano Martino      | Gaetano Martino (1900–1967)      | Minister van Buitenlandse Zaken          | 16 september 1954 | 20 mei 1957      | PLI    |
|               | Giulio Andreotti     | Giulio Andreotti (1919–2013)     | Minister van Financiën                   | 5 juli 1955       | 1 juli 1958      | DC     |
|               | Silvio Gava          | Silvio Gava (1901–1999)          | Minister van de Schatkist                | 17 augustus 1953  | 31 januari 1956  | DC     |
|               | Ezio Vanoni          | Ezio Vanoni (1903–1956)          | Minister van de Schatkist                | 31 januari 1956   | 16 februari 1956 | DC     |
|               | Giuseppe Medici      | Giuseppe Medici (1907–2000)      | Minister van de Schatkist                | 16 februari 1956  | 1 juli 1958      | DC     |
|               | Ezio Vanoni          | Ezio Vanoni (1903–1956)          | Minister van het Budget                  | 18 januari 1954   | 16 februari 1956 | DC     |
|               | Adone Zoli           | Adone Zoli (1887–1960)           | Minister van het Budget                  | 16 februari 1956  | 1 juli 1958      | DC     |
|               | Aldo Moro            | Aldo Moro (1916–1978)            | Minister van Justitie                    | 5 juli 1955       | 20 mei 1957      | DC     |
|               | Guido Cortese        | Guido Cortese (1908–1964)        | Minister van Economische Zaken           | 5 juli 1955       | 20 mei 1957      | PLI    |
|               | Paolo Emilio Taviani | Paolo Emilio Taviani (1912–2001) | Minister van Defensie                    | 17 augustus 1953  | 1 juli 1958      | DC     |
|               | Ezio Vigorelli       | Ezio Vigorelli (1892–1964)       | Minister van Arbeid en Sociale Zaken     | 10 februari 1954  | 20 mei 1957      | PSDI   |
|               | Paolo Rossi          | Paolo Rossi (1900–1985)          | Minister van Onderwijs                   | 5 juli 1955       | 20 mei 1957      | PSDI   |
|               | Armando Angelini     | Armando Angelini (1891–1968)     | Minister van Transport                   | 5 juli 1955       | 25 maart 1960    | DC     |
|               | Giuseppe Romita      | Giuseppe Romita (1887–1958)      | Minister van Infrastructuur              | 10 februari 1954  | 20 mei 1957      | PSDI   |
|               | Emilio Colombo       | Emilio Colombo (1920–2013)       | Minister van Landbouw                    | 5 juli 1955       | 1 juli 1958      | DC     |
|               | Giovanni Braschi     | Giovanni Braschi (1891–1959)     | Minister van Communicatie                | 5 juli 1955       | 20 mei 1957      | DC     |
|               | Raffaele De Caro     | Raffaele De Caro (1883–1961)     | Minister voor Parlementaire Betrekkingen | 10 februari 1954  | 20 mei 1957      | PLI    |
|               | Guido Gonella        | Guido Gonella (1905–1982)        | Minister voor Publieke Diensten          | 5 juli 1955       | 20 mei 1957      | DC     |
|               | Bernardo Mattarella  | Bernardo Mattarella (1905–1971)  | Minister voor Buitenlandse Handel        | 5 juli 1955       | 20 mei 1957      | DC     |
|               | Gennaro Cassiani     | Gennaro Cassiani (1903–1978)     | Minister voor de Koopvaardij             | 5 juli 1955       | 1 juli 1958      | DC     |
|               | Giuseppe Togni       | Giuseppe Togni (1903–1981)       | Minister voor Staats- deelnemingen       | 5 juli 1955       | 20 mei 1957      | DC     |
|               | Pietro Campilli      | Pietro Campilli (1891–1974)      | Minister voor Zuid-Italië                | 15 juli 1953      | 1 juli 1958      | DC     |

De Gasperi II · De Gasperi III · De Gasperi IV · De Gasperi V · De Gasperi VI · De Gasperi VII · De Gasperi VIII · Pella · Fanfani I · Scelba · Segni I · Zoli · Fanfani II · Segni II · Tambroni · Fanfani III · Fanfani IV · Leone I · Moro I · Moro II · Moro III · Leone II · Rumor I · Rumor II · Rumor III · Colombo · Andreotti I · Andreotti II · Rumor IV · Rumor V · Moro IV · Moro V · Andreotti III · Andreotti IV · Andreotti V · Cossiga I · Cossiga II · Forlani · Spadolini I · Spadolini II · Fanfani V · Craxi I · Craxi II · Fanfani VI · Goria · De Mita · Andreotti VI · Andreotti VII · Amato I · Ciampi · Berlusconi I · Dini · Prodi I · D'Alema I · D'Alema II · Amato II · Berlusconi II · Berlusconi III · Prodi II · Berlusconi IV · Monti · Letta · Renzi · Gentiloni · Conte I · Conte II · Draghi · Meloni